# Dashi
El dashi (en japonès: だし) és un tipus de brou molt comú en la gastronomia japonesa que constitueix la base de diverses sopes, com ara la sopa de miso.
La preparació més comuna consisteix a coure algues kombu (laminarial comestible) amb katsuobushi (flocs de bonítol ratllat assecat i fumat), que s'escalfen llargament dins de l'aigua, evitant d'arribar al punt d'ebullició, i després es passen al colador. També es pot fer dashi a base de bolets xiitake, en comptes del bonítol, o amb els dos ingredients alhora (sempre amb les algues kombu), i fins i tot és pot utilitzar niboshi (sardinetes deshidratades).
Avui dia s'ha perdut força la tradició de fer aquesta preparació de manera casolana, substituint-la per les nombroses ofertes de dashi en pols industrial. Aquest, però, presenta un gust força menys subtil degut a la presència de potenciadors de sabor químics.

## Història
El 1908, el sabor característic del dashi de kombu, alga molt rica en àcid glutàmic, va ser definit per Kikunae Ikeda com a umami, el "cinquè gust" captat pels receptors de gust humans.